# Martiri di Damasco
I martiri di Damasco sono un gruppo di undici tra missionari francescani e fedeli laici della Chiesa maronita uccisi dai drusi a Damasco nella notte tra il 9 e il 10 luglio 1860: furono beatificati da papa Pio XI il 10 ottobre 1926 e canonizzati da papa Francesco il 20 ottobre 2024.

## I martiri
- Manuel Ruiz López, sacerdote professo dell'Ordine dei frati minori, nato il 5 maggio 1804 a San Martín de Las Ollas
- Carmelo Bolta Bañuls, sacerdote professo dell'Ordine dei frati minori, nato il 29 marzo 1803 a Borja
- Engelbert Kolland, sacerdote professo dell'Ordine dei frati minori, nato il 21 settembre 1827 a Ramsau
- Nicanor Ascanio de Soria, sacerdote professo dell'Ordine dei frati minori, nato il 10 gennaio 1814 a Villarejo de Salvanés
- Pedro Soler Méndez, sacerdote professo dell'Ordine dei frati minori, nato il 28 aprile 1827 a Lorca
- Nicolás María Alberca Torres, sacerdote professo dell'Ordine dei frati minori, nato il 10 settembre 1830 a Aguilar de la Frontera
- Francisco Pinazo Peñalver, religioso professo dell'Ordine dei frati minori, nato il 26 agosto 1802 a El Chopo
- Juan Jacobo Fernández y Fernández, religioso professo dell'Ordine dei frati minori, nato il 25 luglio 1808 a Moire
- Fransīs Masābkī, fedele laico dell'arcieparchia di Damasco dei Maroniti
- ῾Abd-al-Mu῾ṭī Masābkī, fedele laico dell'arcieparchia di Damasco dei Maroniti
- Rūfayīl Masābkī, fedele laico dell'arcieparchia di Damasco dei Maroniti.

Il loro elogio si legge nel martirologio romano al 10 luglio.